# Barrage romain de Proserpine
Le barrage romain de Proserpine est un barrage-poids romain construit pour alimenter en eau la colonie romaine d'Emerita Augusta – aujourd'hui Mérida, en Espagne –, capitale de la province romaine de Lusitanie. 
Il a été construit aux Ier et IIe siècles après J.-C. dans le cadre de l'infrastructure qui alimentait en eau la ville par l'aqueduc des Miracles. Après la chute de l'Empire romain, l'aqueduc est tombé en ruine, mais le barrage en terre avec son mur de soutènement est toujours en usage.
Comme le barrage voisin de Cornalvo, le barrage de Proserpine est encore en activité de nos jours. Ces deux ouvrages sont parmi les plus remarquables exemples qui nous soient parvenus de l'ingénierie romaine en matière de gestion de l'eau.
Le barrage et les vestiges de l'aqueduc font partie de l'ensemble archéologique de Mérida, qui est l'un des sites archéologiques les plus importants et les plus étendus d'Espagne et qui a été déclaré site du patrimoine mondial de l'UNESCO en 1993.
Le barrage est situé à 4 km au nord de la ville de Mérida, dans la province de Badajoz, en Estrémadure, dans le Sud-Ouest de l'Espagne.

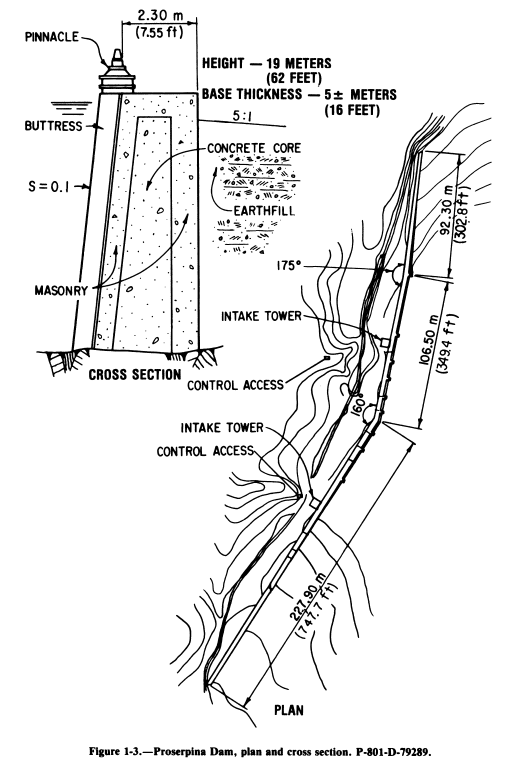
Plan et coupe du barrage.

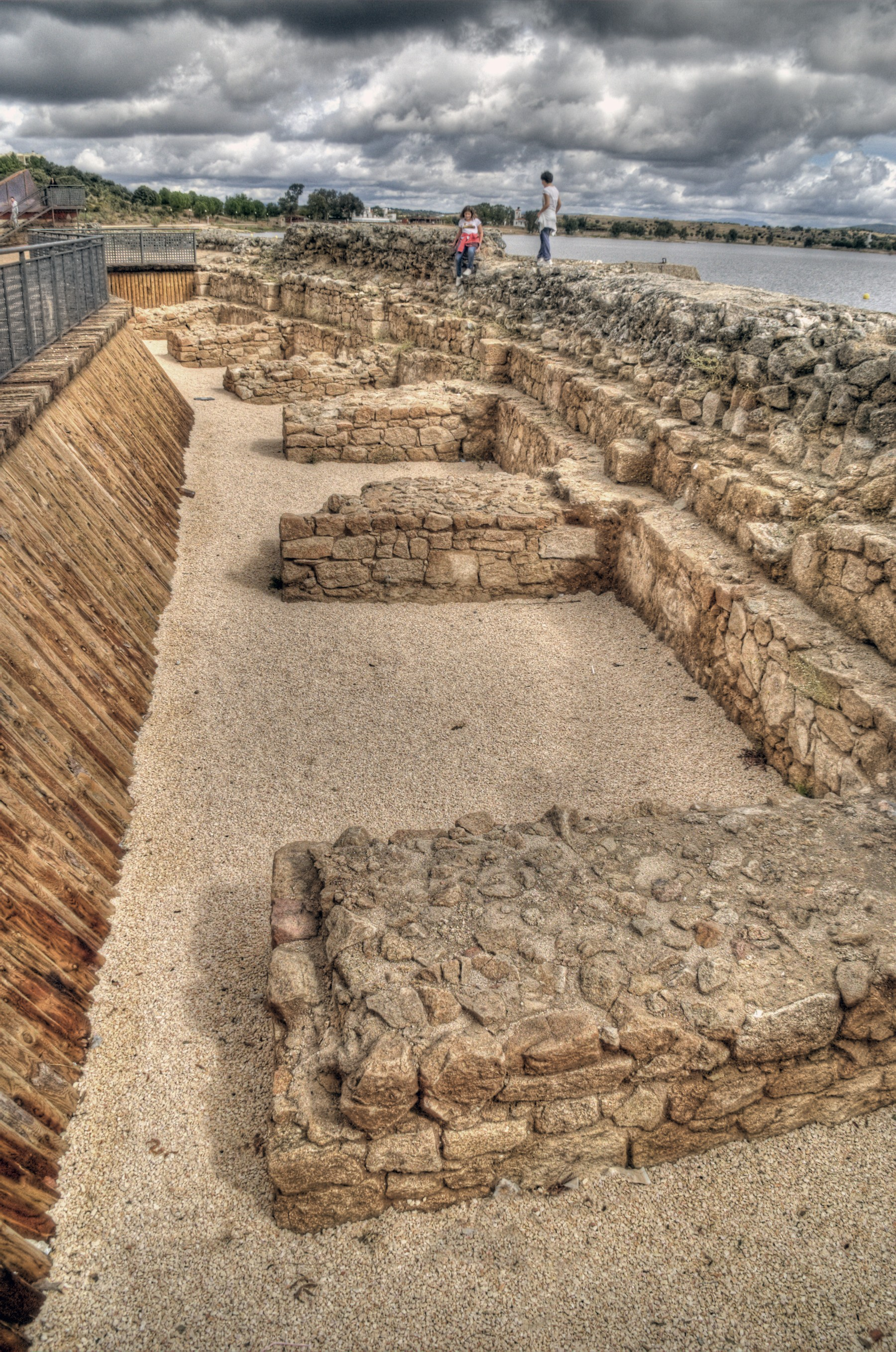
Fouilles archéologiques en contrebas du barrage de Proserpine.

## Description
Ce barrage, construit en 130, sous le règne de l'empereur Hadrien, est un édifice romain édifié sur la rivière Aljucen. Il a été utilisé pour alimenter en eau la ville d'Augusta Emerita, l'actuelle Mérida.
L'ouvrage romain est de type barrage-poids en terre, avec écran imperméable en amont. Le barrage est constitué d'un barrage à paroi moulée, de 427,80 m de longueur et 21,60 m de hauteur maximale. Il se présente sous la forme d'une pente amont en escalier formée de pierres de taille régulières en granite. Dans cette zone, il y a neuf contreforts de section rectangulaire qui ont également une configuration en gradins. Du côté opposé, le barrage est renforcé par un grand épaulement en terreBarroso et Morgado 1996, p. 35.
Lors des travaux de nettoyage qui ont débuté en 1991 et pour lesquels le réservoir a été vidé, la base du barrage a été mise au jour et il a été constaté que les contreforts avaient une forme incurvée au fond. Il a été interprété qu'il pourrait s'agir d'un premier barrage de six mètres de haut, construit lors de la fondation de la ville à la fin du  Ier siècle avant JC et qui fut agrandi quelque temps plus tard, au  IIe siècle  après JC. Du côté aval du barrage, il y a deux tours de collecte pour réguler les sorties d'eau qui, selon certaines hypothèses, alimentaient l'aqueduc des Miracles et transportaient l'élément liquide jusqu'à Augusta Emerita.
Le mur écran, avec une âme en béton de chaux et encadré de deux panneaux de pierre de taille ou de maçonnerie selon les zones, supporte un large remblai chargé de supporter la pression de l'eau, tandis que le mur est l'élément étanche.
Le niveau de couronnement du réservoir est complété par une paroi latérale d'environ 100 m de long, avec une section de base de 5,90 m, située sur la rive gauche, qui ferme certaines ouvertures. Dans ce mur, un trou de 5 m de long sur 2 m de haut, appelé "La sangradera", sert de déversoir pour le système. L'ouvrage a subi de nombreuses rénovations au fil des sièclesBarroso et Morgado 1996, p. 35. La construction du barrage a été réalisée en différentes étapes, tant au niveau de la paroi moulée que du remblai. Les étapes de construction sont visibles, avec des murs clairement différenciés. La typologie de la première étape ne coïncide pas avec la construction romaine habituelle, étant plus typique du début du Moyen Âge, du  VIe au  Xe siècle. On estime également que l'accotement en terre a été réalisé à différentes époques, depuis le barrage initial de l'Antiquité tardive, une première extension médiévale, une seconde du XVIIe siècle et une dernière qui pourrait provenir des temps modernes. Les pierres de taille qui composent le mur de la troisième étape de construction portent des marques de carrière qui correspondent au  XVIIe siècle.